# Butlletí de l'Escola Moderna
El Butlletí de l'Escola Moderna va ser una publicació que es va començar a portar a terme el 30 d'octubre de 1901. El seu fundador va ser el pedagog anarquista i lliurepensador català Francesc Ferrer i Guàrdia. Aquest butlletí va sorgir gràcies al projecte anomenat, de igual manera, Escola Moderna, dirigit especialment a les classes socials més baixes; per tal que tinguessin accés a una educació de qualitat i poguessin emergir en una societat on l'educació estava pensada per afavorir les classes benestants.
Es tracta d'un diari d'edició mensual amb un interès majoritàriament educatiu. Aquesta revista va ser tant de caràcter informatiu com divulgatiu. Per elaborar aquest projecte es va optar especialment per l'ensenyament racional i científic. En ell, es comentaren les idees fonamentals de l'ensenyament racionalista a través d'articles encarregats per l'editor o bé recollint textos d'altres publicacions, normalment estrangeres. A les seves pàgines també es pot trobar informació sobre la posada en marxa i l'activitat de l'Escola Moderna, publicitat dels llibres editats per aquest organisme i articles de mestres, pedagogs, literats i filòsofs entre d'altres; també articles extrets d'altres publicacions.
La propaganda editorial defineix el Butlletí de l'Escola Moderna en aquests termes:
"Publicació mensual, a excepció de juliol i agost. Dedicat a la difusió de les novetats pedagògiques i a l'estudi dels importants temes que obren àmplia via a el progrés de la humanitat. Utilíssima á els professors i á quantes persones desitgin estar al corrent de la moderna orientació de la pensada. "
El preu de la subscripció anual d'aquesta publicació pel territori espanyol era de 4 pessetes i, per a l'estranger, 4 francs. Aquest preu va perdurar durant el primer any, des del desembre de 1901 fins al novembre de 1902, any en el qual es va reduir a la meitat; 2 pessetes a Espanya i 2’50 per els subscriptors estrangers. Aquests nous preus es van mantenir fixos durant tres anys i mig fins l'exemplar corresponent a juny de 1906.
Durant la segona època del Butlletí (1908-1909), la subscripció anual a Espanya té un cost de 3 pessetes a l'any i per a l'exterior 4 pessetes. Els preus de tots els llibres es reduïen en un 25% per corresponsals, escoles i mestres entre els anys 1903 i 1906.

## Història
El matí del 8 de setembre de 1901 va tenir lloc la inauguració de l'Escola Moderna de Barcelona. La nova institució escolar va donar a conèixer la seva intenció de posar en funcionament una editorial pròpia en el primer número de Butlletí de l'Escola Moderna.
La vigència del Butlletí s'estén des del 30 d'octubre de 1901 fins a l'1 de juliol de 1909. Podem distingir dues etapes separades per un nombre de transició.
La primera època abasta des del 30 d'octubre de 1901 fins al 31 de maig de 1906. Es publicava un nombre cada últim dia de mes, amb l'excepció del corresponent a febrer de 1902. El període de transició ve representat pel núm. 10, any V, i porta com a data "De juny de 1906 a juliol de 1907", interval temporal en el qual Francisco Ferrer és detingut, empresonat i finalment, posat en llibertat.
Les publicacions del butlletí s'organitzaven per anys escolars: any I (curs 1901-1902), any II (1902-1903), any III (1903-1904), any IV (1904-1905) i any V (1905-1906). La numeració de les pàgines dels diversos exemplars també segueix aquesta distribució, la pàgina u es troba en el primer exemplar de l'any i l'ultima a l'exemplar que posa fi a el curs escolar: curs 1901-1902 (100 pàgines), curs 1902-1903 (96 pàgines), curs 1903-1904 (108 pàgines), curs 1904-1905 (120 pàgines) i curs 1905-1906 (112 pàgines).
La represa de l'activitat del Butlletí es va dur a terme al maig de 1908 i va arribar al seu fi en el número corresponent a l'1 de juliol de 1909. En aquest nou tom, els exemplars es publiquen també amb una periodicitat mensual, però aquest cop, el primer dia de cada mes. En aquest nou període, les expressions "Ensenyament científic i ensenyament racional" s'inclouen en la coberta, al costat del nom de la publicació, la data i l'anagrama editorial, en una lletra més gran. L'espai ocupat per aquests termes, a la primera pàgina dels butlletins anteriors, va ser substituït per les indicacions "Eco de la revista l'École Rénovée, de Brussel·les" i "Extensió internacional de l'Escola Moderna de Barcelona", fent constar la nova etapa del diari.
Durant la segona època, la numeració ja no segueix la durada de el curs escolar sinó que segueix un ordre cronològic anual, patint les alteracions derivades de la situació judicial del seu fundador.
Els números s'organitzen al voltant de l'any I (1908) i any II (1909); tanmateix, en el Butlletí corresponent al dia 1 de març de 1909 es produeix una renumeració, que elimina la divisió any I i any II, per a considerar a tots els números com a pertanyents a la segona època.

## Publicacions i contingut
En el contingut de la revista es podien trobar tots els programes de l'escola, notícies interessants de la mateixa, notícies del progrés de l'ensenyament racional en el propi país o en diferents països, dades estadístiques, estudis de pedagogia originals dels professors, traduccions dels articles més interessants d'altres revistes i diaris internacionals que coincidissin amb el caràcter predominant de la publicació, ressenyes de les conferències dominicals i, per acabar, els avisos dels concursos públics per a completar el seu professorat i els anuncis de la Biblioteca.
La secció que més èxit van aconseguir en el Butlletí va ser sense dubte, la destinada a la publicació de pensaments dels alumnes. Més que una presentació dels seus avenços, dipositaven els seus pensaments i impressions en senzilles notes que podien ser de vegades opinions simples i incompletes com temes rellevants de política i filosofia.

## Final de la revista
El seu projecte editorial va ocasionar l'enemistat amb l'església catòlica i els sectors més conservadors de la societat, ja que veien l'escola i la seva revista com una amenaça als interessos de l'educació espanyola i cap als garants de les classes benestants.
L'any 1909, Francesc Ferrer i Guardia es va veure obligat a tancar definitivament l'escola sota pressions i amenaces pel fet que Mateu Morral, un dels seus bibliotecaris a l'escola, va llençar una bomba al seguici nupcial del monarca Alfons XIII. A partir d'aquest succés, Ferrer serà acusat de ser un dels col·laboradors de Morral i serà empresonat. Un cop fou deixat en llibertat per falta de proves, Ferrer va dedicar els seus esforços a l'activitat editorial i a la coordinació de projectes pedagògics inspirats en l'Escola Moderna, ja que li va ser impossible tornar-la a obrir.
Al capítol XVII de la seva obra va informar sobre la clausura del centre i va acusar el focus de poder que li perseguia perquè tanqués la institució. Així mateix, va agrair la influència que havia aconseguit i va elogiar els seus participants.
Durant la Setmana Tràgica, Ferrer i Guàrdia va ser acusat de ser el dirigent de la revolució pel seu caràcter especialment anticlerical. Finalment, fou afusellat a les fosses del Castell de Montjuic. Després del seu assassinat, no van tornar a aparèixer més exemplars del Butlletí.

## Relació del directors, redactors i col·laboradors
Entre els directors de la revista trobem Anselmo Lorenzo i Joan Colominas i Gaseras.
Com a redactors i col·laboradors en l'elaboració del butlletí podem trobar personalitats com Ferrer i Guàrdia, Clemencia Jacquinet, Paul Robin, Eliseu Reclus, Sebastien Faure, Odón de Buen, Andrés Martínez Vargas, Jean Graves i, entre d'altres, Anselmo Lorenzo. També els alumnes dels diferents graus hi exposaven les seves opinions i relataven les diferents activitats escolars.